# Дни нашей жизни (роман)
Дни нашей жизни — дебютный роман русскоязычного писателя Микиты Франко, описывающий взросление ребёнка в однополой семье в России. Был издан в 2020 году в издательстве Popcorn Books. Роман был высоко оценен критиками и стал одним из самых обсуждаемых произведений 2020 года.

## Сюжет
Действие романа происходит в провинциальном российском городе. В трёхлетнем возрасте у Мики умирает мама и его на воспитание берёт родной дядя — Слава. Позднее мальчик знакомится с его другом — Львом, — и они начинают жить втроём. Постепенно Слава объясняет Мики, что они со Львом любят друг друга, и просит никому не рассказывать об этом. Скованный семейной тайной, Мики вынужден расти в атмосфере напряженного сокрытия и с ощущением враждебной обстановки в обществе.

## Критика
В рецензии «Медузы» на «Дни нашей жизни» Галина Юзефович писала: «Это обаятельная, живая, очень честная книга, помимо прочих достоинств делающая в высшей степени благое дело — нормализирующая восприятие гомосексуальных семей в нашей стране».
Леонид Парфёнов назвал роман «Денискиными рассказами», осложнёнными Альмодоваром.

## Премии
Роман вошёл в шорт-лист премии «Новая словесность (НОС)».
За роман «Дни нашей жизни» Микита Франко был номинирован на премию GQ «Человек года» в номинации «Автор года».